# Big Hill Springs Provincial Park
Big Hill Springs Provincial Park är en park i Kanada.   Den ligger i provinsen Alberta, i den centrala delen av landet, 2 900 km väster om huvudstaden Ottawa. Big Hill Springs Provincial Park ligger 1 218 meter över havet. Arean är 0,40 kvadratkilometer.
Terrängen runt Big Hill Springs Provincial Park är platt åt nordost, men åt sydväst är den kuperad. Närmaste större samhälle är Cochrane, 9,4 km sydväst om Big Hill Springs Provincial Park.
Trakten runt Big Hill Springs Provincial Park består till största delen av jordbruksmark. Runt Big Hill Springs Provincial Park är det mycket glesbefolkat, med 7 invånare per kvadratkilometer.